# Ryes
Ryes település Franciaországban, Calvados megyében. Lakosainak száma 491 fő (2022. január 1.). Ryes Arromanches-les-Bains, Magny-en-Bessin, Le Manoir, Meuvaines, Saint-Côme-de-Fresné, Sommervieu, Tracy-sur-Mer és Bazenville községekkel határos.

## Fekvése
Bayeuxtől északkeletre fekvő település.

## Története
A város adta a nevét a Ryes családnak. Hubert de Ryes a tizenegyedik század közepén a lázadó bárók központja. 
1899 július 1-jén nyílt meg a települést is érintő 60 cm-es nyomtávú Courseulles és Bayeux közötti helyi érdekű vasút.

## Galéria

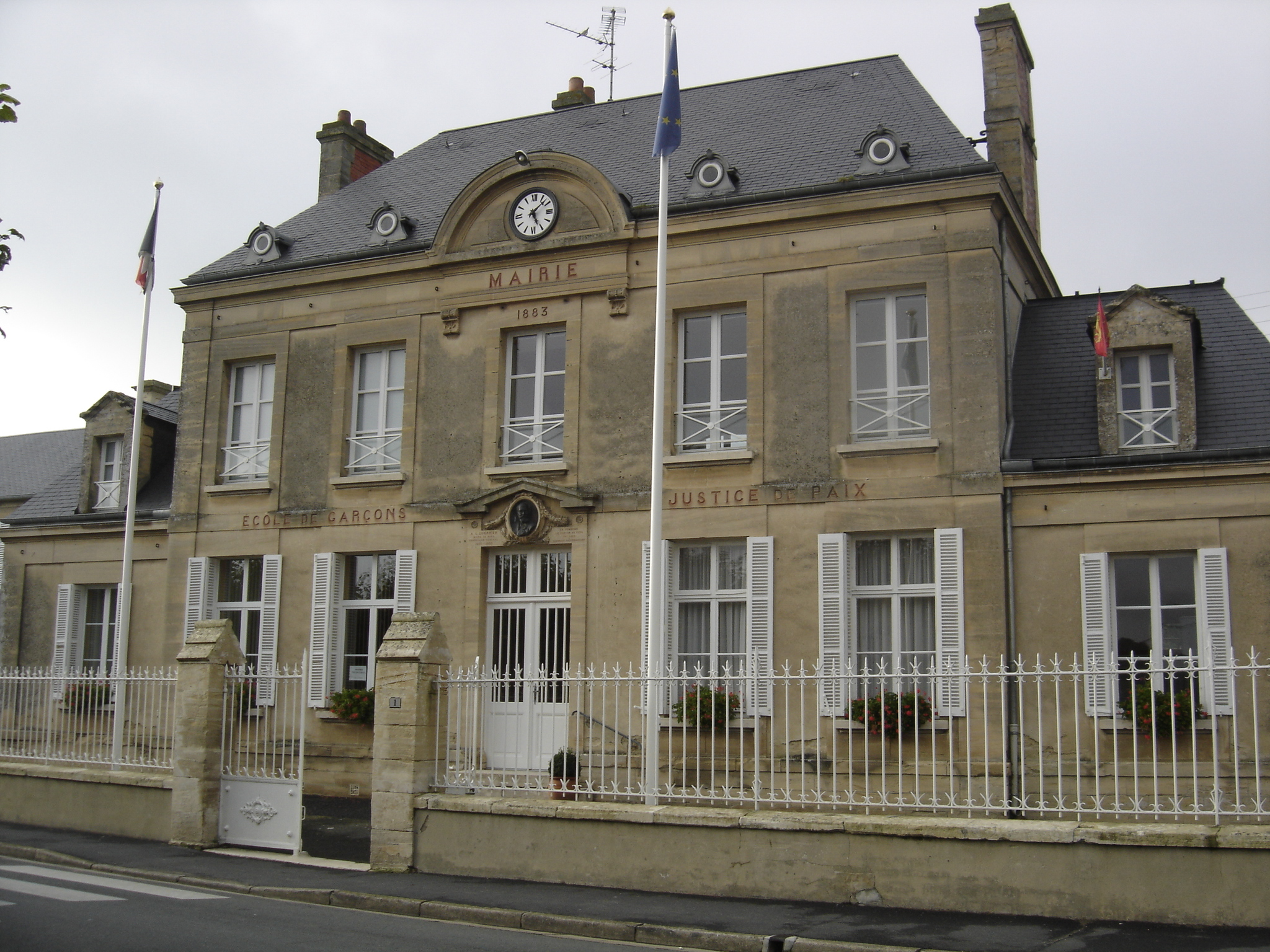
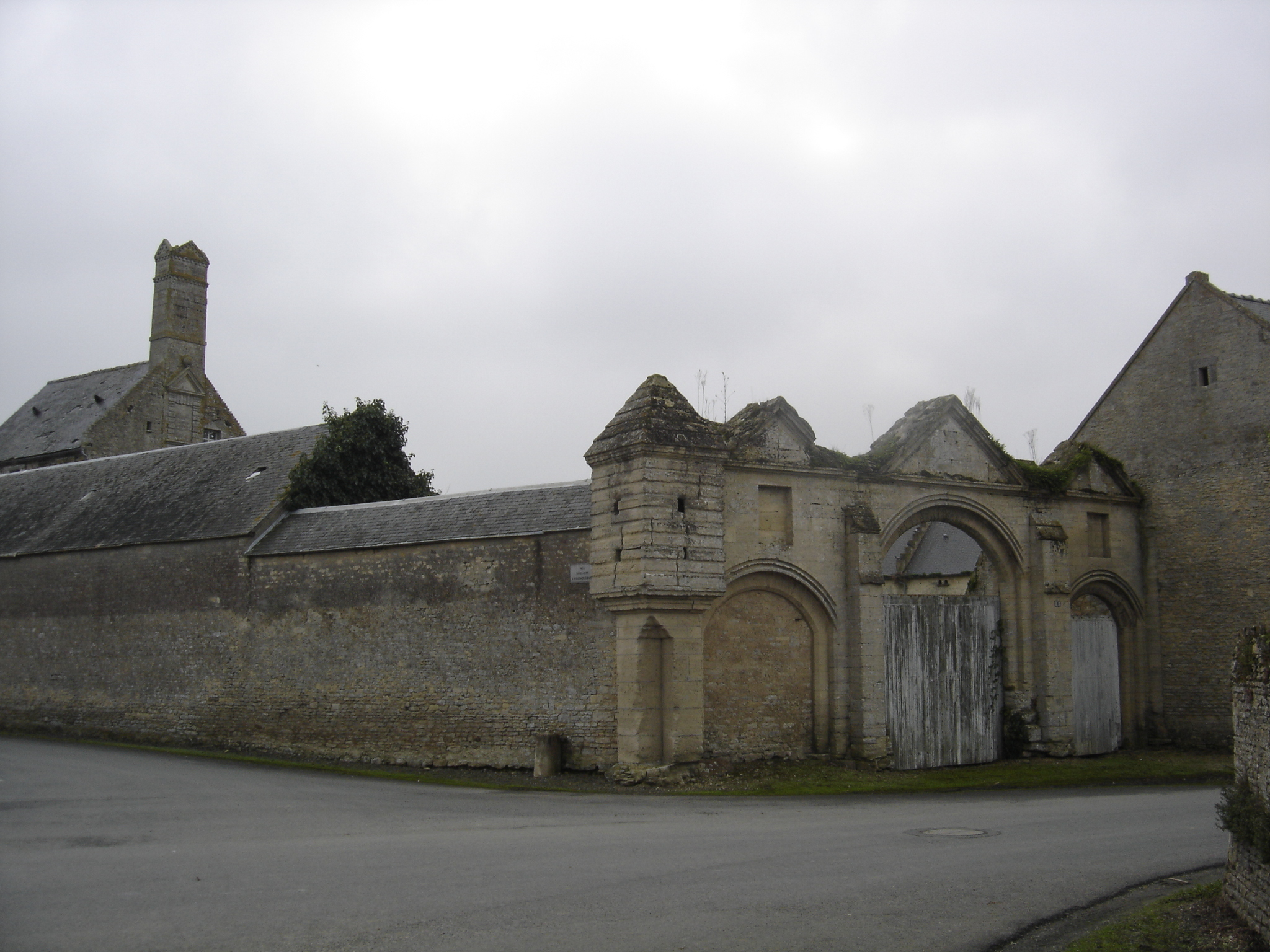
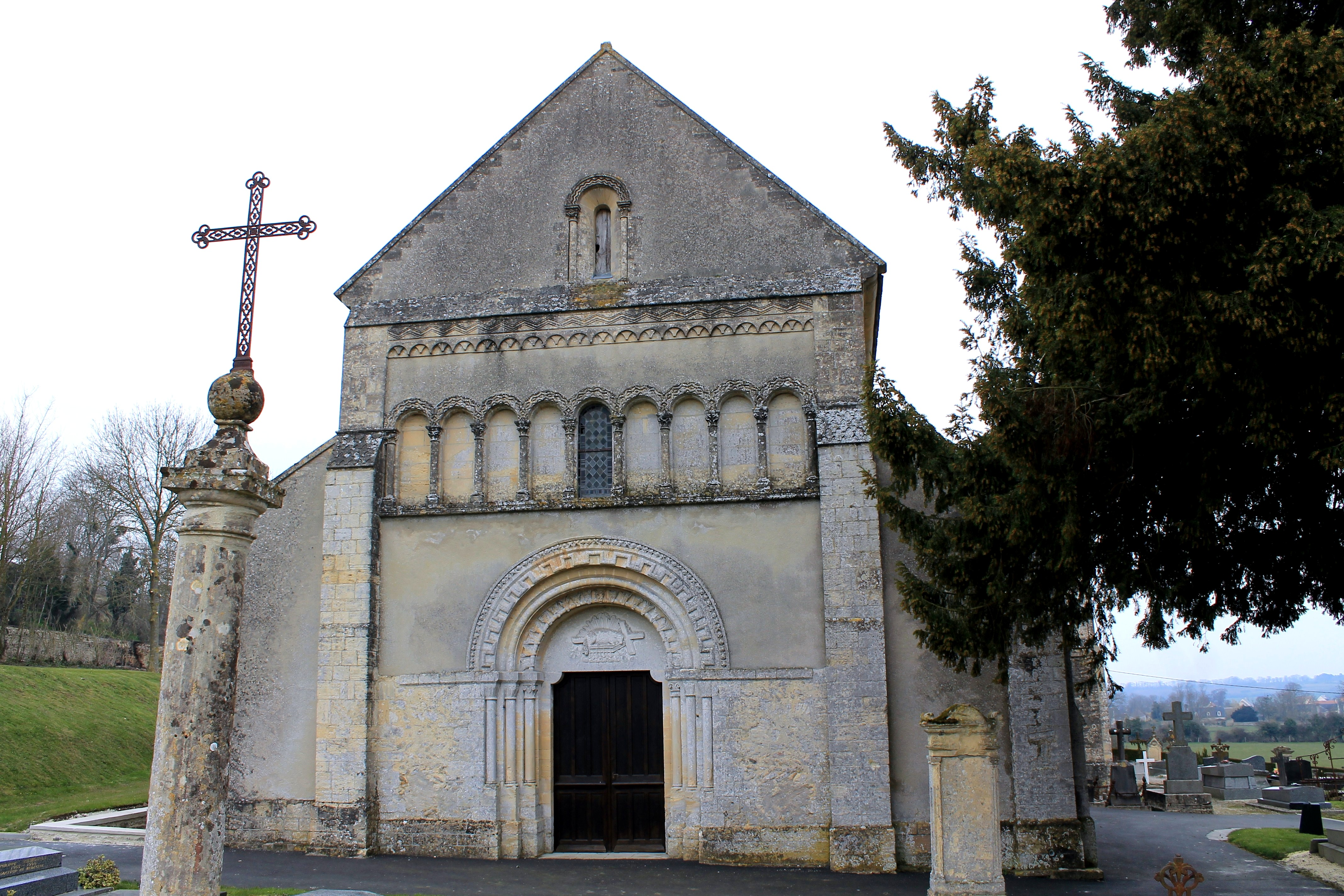
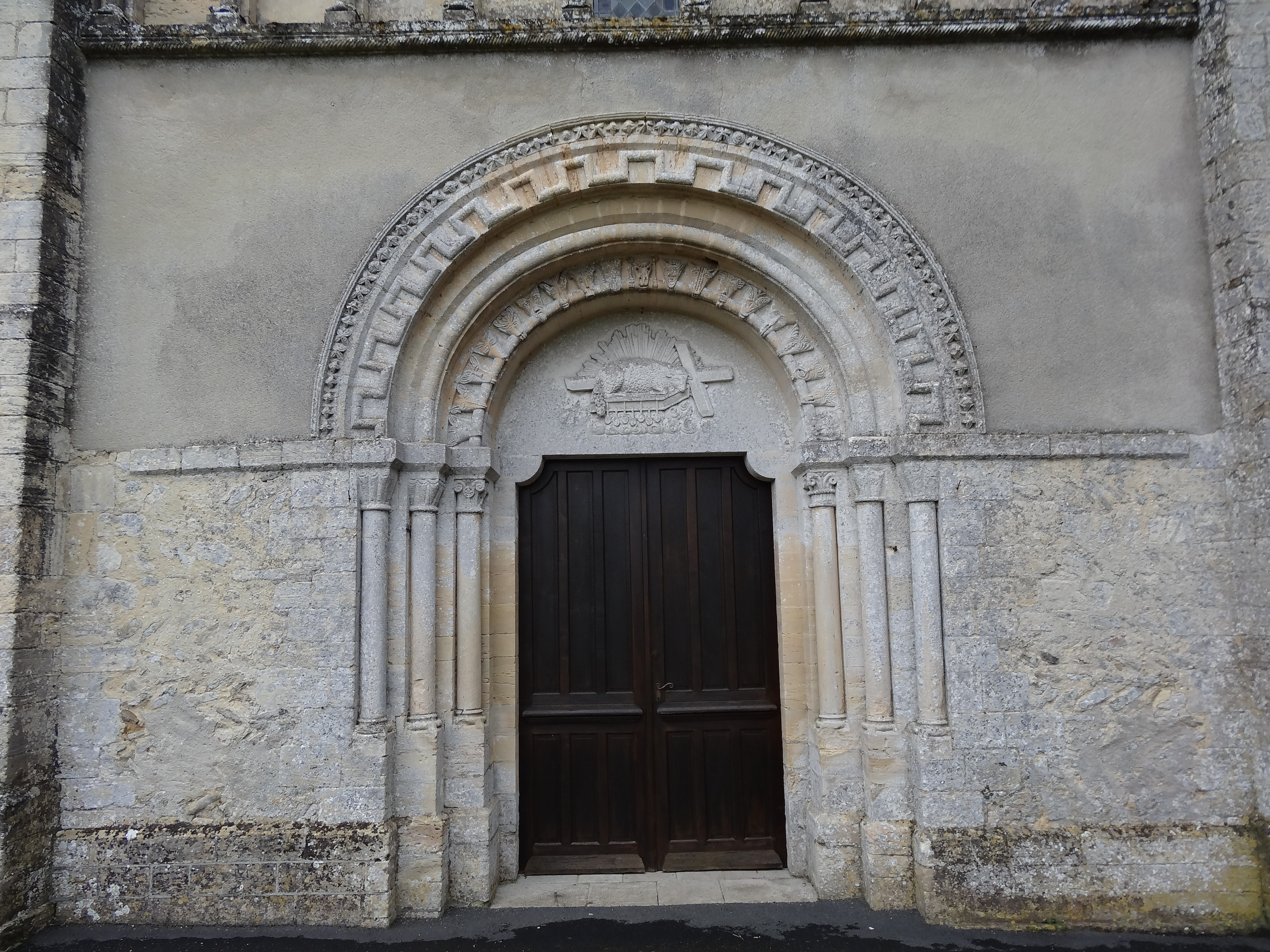
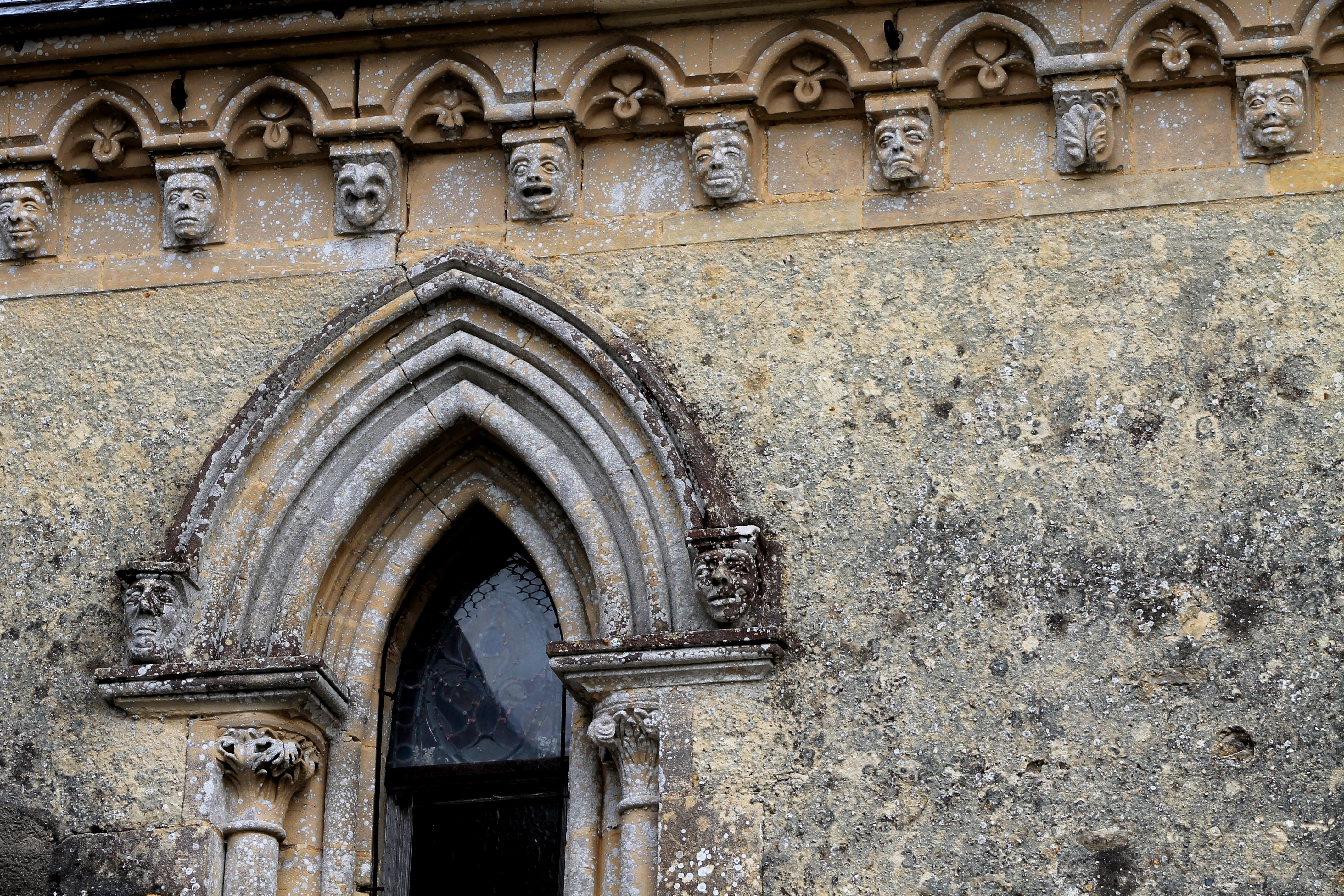
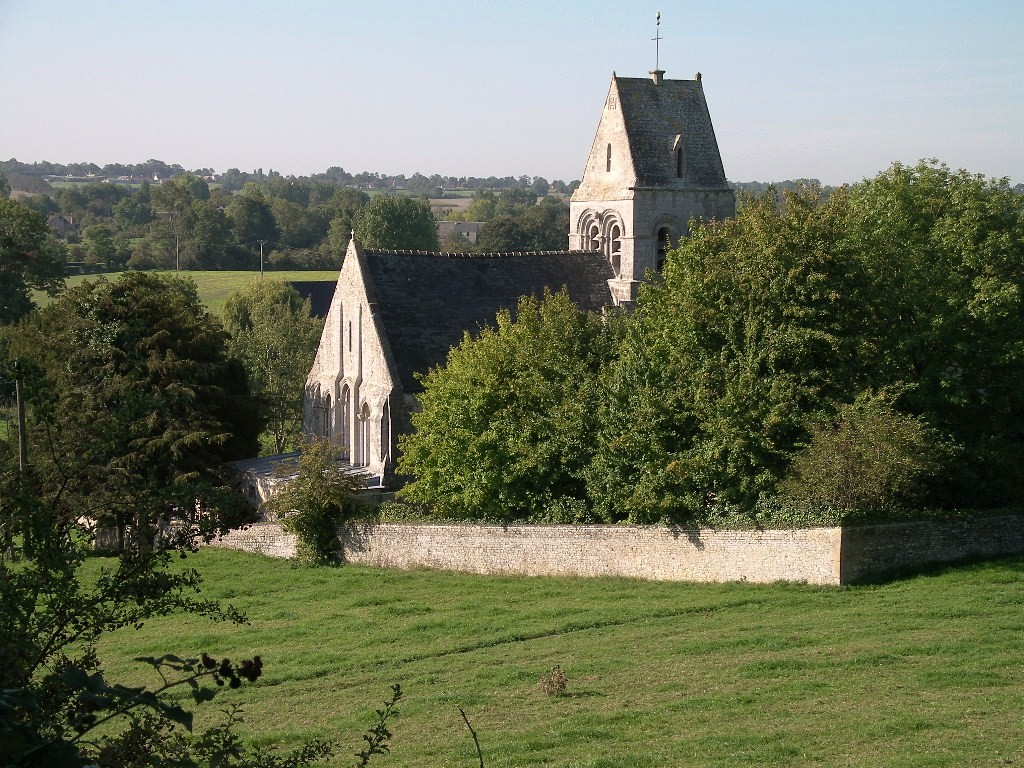